# رافاييل غارغيولو
رافاييل غارغيولو (بالإسبانية: Rafael Gargiulo) (مواليد 24 أكتوبر 1936) هو ملاكم أرجنتيني، مثّل بلاده في الألعاب الأولمبية الصيفية في دورتي 1960 و1964.

## روابط خارجية
رافاييل غارغيولو على موقع بوكس ريك (الإنجليزية) (registration required)
- رافاييل غارغيولو على موقع أوليمبيديا (الإنجليزية)